# 泉雅文
泉 雅文（いずみ まさふみ、1952年3月14日 - ）は、日本の実業家。四国旅客鉄道（JR四国）相談役。埼玉県出身。

## 経歴
- 1976年 - 京都大学法学部卒業。日本国有鉄道へ入社。
- 1987年 - 四国旅客鉄道株式会社（JR四国）発足。総務部人事課長就任。
- 1990年 - 同社財務部会計課長
- 1992年 - 同社旅行業事業部業務課長
- 1995年 - JR西日本に財務部次長として出向。
- 1997年 - JR四国に戻り総合企画本部経営企画室長
- 2000年 - 同社財務部長
- 2002年 - 同社取締役財務部長
- 2004年 - 同社常務取締役鉄道事業本部副本部長兼営業部長
- 2006年 - 同社常務取締役総務部長
- 2008年 - 同社代表取締役専務総務部長
- 2010年 - 同社代表取締役社長
- 2016年6月 - 同社取締役会長
- 2018年11月30日 - 高松商工会議所第19代会頭就任（1期11カ月）[3]。香川県商工会議所連合会会長就任。四国商工会議所連合会会長就任。日本商工会議所副会頭就任。
- 2019年11月1日 - 高松商工会議所会頭再任（2期3年）[4]。
- 2020年6月 - 同社相談役就任。

## 栄典
- 2023年4月 旭日重光章受章[5]